# Oneus
Oneus (hangul: 원어스, estilizado como ONEUS) é um grupo masculino sul-coreano formado pela gravadora Rainbow Bridge World. O grupo consiste em cinco integrantes, Seoho, Leedo, Keonhee, Hwanwoong e Xion. O grupo fez sua estreia em 9 de janeiro de 2019, com o lançamento do EP Light Us e do single "Valkyrie".

## História

### 2017 – 2018: Atividades de pré-estreia
Diversos integrantes de Oneus foram participantes de reality shows de sobrevivência focados em trainees de ídolos de K-pop antes de sua estreia como grupo. Seoho, à época conhecido como Gunmin, Keonhee e Hwanwoong representaram sua agência e gravadora, Rainbow Bridge World (RBW), na segunda temporada de Produce 101, exibida no primeiro semestre de 2017. Ainda naquele ano, Seoho aparece como trainee da RBW no programa Mix Nine, da YG Entertainment. Leedo também participou de Mix Nine, entretanto, não passou na primeira audição.
Após a participação em Produce 101, Keonhee e Hwanwoong, junto com outros trainees, foram apresentados como parte do projeto RBW Trainee Real Life - We Will Debut, e, em dezembro de 2017, participaram do concerto We Will Debut Chapter. 2 – Special Party, junto com seus companheiros de gravadora, MAS. No início de 2018, Keonhee e Hwanwoong, com a adição de Seoho e Xion, foram apresentados como um grupo de pré-estreia chamado de RBW Boyz, com Leedo sendo adicionado em março de 2018. O grupo foi renomeado como Oneus em junho de 2018. Em 27 de setembro, Oneus e seus companheiros de gravadora Onewe (conhecidos anteriormente como MAS) lançaram o single digital "Last Song".

### 2019: Estreia na Coreia do Sul e no Japão
Em 9 de janeiro de 2019, Oneus estreou com o lançamento do EP Light Us e do single "Valkyrie". No mesmo dia, o grupo realizou um showcase no YES24 Live Hall, em Seul, para a promoção de seu trabalho de estreia, sendo esta a primeira apresentação oficial de Oneus. Em 29 de maio, o grupo realizou o lançamento de seu segundo EP, intitulado Raise Us, com "Twilight" servindo como faixa principal.
Em 21 de junho, foi anunciada a primeira série de concertos de Oneus no Japão, intitulada 2019 Oneus Japan 1st Live: Lighttime. Os shows aconteceram em duas cidades: em Osaka, em 28 de julho, no Zepp Namba, e em Tóquio, em 25 de agosto, no Zepp DiverCity. Oneus realizou sua estreia oficial no Japão com uma versão em japonês de "Twilight", em 7 de agosto. O single estreou em terceiro lugar no gráfico diário da Oricon Singles Chart e havia vendido mais de 60.000 cópias dois meses após seu lançamento.
Em 30 de setembro, Oneus lançou seu terceiro EP, Fly with Us, com "Lit" como single. Em novembro de 2019, o grupo realizou sua primeira turnê fora da Ásia, intitulada Fly With Us. A série de shows passou por seis cidades nos Estados Unidos: Nova York, Chicago, Atlanta, Dallas, Minneapolis e Los Angeles.
Em 18 de dezembro, Oneus lançou seu segundo single japonês, "808", que estreou no topo do gráfico diário da Oricon Singles Chart, com 3.662 cópias vendidas em seu primeiro dia.

### 2020 – 2021:Road to Kingdom,Lived,Devil, Binary Code e BLOOD MOON
Em 10 de janeiro de 2020, Oneus realizou um encontro de fãs em comemoração ao seu primeiro aniversário de estreia, intitulado Oneus 1st Anniversary 'Our Moment' no YES24 Live Hall, em Seul. No início de fevereiro, foi anunciado que o grupo realizaria uma nova turnê no Japão, chamada de 2020 Oneus Japan 2nd Live <Fly With Us Final>, nas cidades de Osaka, nos dias 8 e 9 de fevereiro, e Chiba, nos dias 15 e 16 de fevereiro. A turnê foi finalizada com uma audiência de 2.200 pessoas em Osaka e de 3.800 pessoas em Chiba.
Em 20 de março, foi anunciado que Oneus se juntaria ao reality show Road to Kingdom, do canal de televisão Mnet, cujo foco era grupos masculinos reconhecidos por seu potencial, porém desconhecidos pela maioria do público. Dias depois, em 24 de março, o grupo lançou seu primeiro single álbum, intitulado In Its Time, com o single principal "A Song Written Easily". Oneus lançou, em 12 de junho, a canção "Come Back Home" para o episódio final de Road to Kingdom; o grupo finalizou a competição em quarto lugar.
Em 19 de agosto, Oneus realizou um retorno com seu quarto EP, Lived, cujo single principal foi "To Be Or Not To Be", e, em 1 de dezembro, o grupo lançou seu primeiro single digital, "Bbusyeo".
Em 19 de janeiro de 2021, o quinteto lançou seu primeiro álbum de estúdio, Devil, composto por onze faixas, incluindo o single "No diggity".
Em 11 de maio, foi lançado o álbum Binary Code, composto por 5 músicas e a sua principal faixa é Black Mirror.
Em 5 de Agosto de 2021, foi lançado o segundo single do grupo Shut Up 받고 Crazy Hot!, seguido pelo terceiro single Life is Beautiful, ambos fazendo parte do projeto ONEUS THEATRE que antecediam o lançamento do mini álbum BLOOD MOON, em 9 de Novembro do mesmo ano. Durante as promoções da faixa título LUNA ganharam sua primeira vitória em um music show.
Se reunindo novamente com o "grupo irmão" ONEWE para colaboração, é lançada o single de inverno STAY .

## Integrantes
- Seoho (hangul: 서호) – vocalista[39][40][41][42]
- Leedo (hangul: 이도) – rapper, vocalista[39][40][41][42]
- Keonhee (hangul: 건희) – vocalista[39][40][41][42]
- Hwanwoong (hangul: 환웅) – dançarino, vocalista, rapper[39][40][41][42]
- Xion (hangul: 시온) – vocalista[39][40][41][42]

## Discografia
- 2021: Devil

## Prêmios e indicações
| Ano                          | Categoria                 | Trabalho indicado  | Resultado          | Ref.               |                    |
| Genie Music Awards           | Genie Music Awards        | Genie Music Awards | Genie Music Awards | Genie Music Awards | Genie Music Awards |
| ---------------------------- | ------------------------- | ------------------ | ------------------ | ------------------ | ------------------ |
| 2019                         | The Male New Artist Award | Oneus              | Nomeado            |                    |                    |
| Seoul Music Awards           |                           |                    |                    |                    |                    |
| 2020                         | New Artist Award          | Oneus              | Nomeado            |                    |                    |
| 2020                         | Popularity Award          | Oneus              | Nomeado            |                    |                    |
| 2020                         | Hallyu Special Award      | Oneus              | Nomeado            |                    |                    |
| Soribada Best K-Music Awards |                           |                    |                    |                    |                    |
| 2019                         | Next Artist Award         | Oneus              | Vencedor           |                    |                    |
| Fan N star                   |                           |                    |                    |                    |                    |
| 2019                         | Rising Star Awards        | Oneus              | Vencedor           |                    |                    |
| Ky Star Awards               |                           |                    |                    |                    |                    |
| 2019                         | Most anticipated idol     | Oneus              | Vencedor           |                    |                    |